# Saint-Sulpice-de-Grimbouville

Saint-Sulpice-de-Grimbouville este o comună în departamentul Eure, Franța. În 1 ianuarie 2022 avea o populație de 156 de locuitori.